# Liste d'écrivains béninois
Cette liste, non exhaustive, à mettre à jour, recense les écrivains béninois réputés, au Bénin ou des diasporas, en toute langue.
Elle peut inclure quelques écrivains non béninois d’avant l’indépendance.

## Liste alphabétique

### A
- Georges Adéagbo (1942-), sculpteur, critique, Georges Adéagbo, conversations avec Muriel Bloch (1998)
- Christine Adjahi Gnimagnon (1945-), enseignante, documentaliste, femme de lettres, conteuse, Do Massé: Contes fons du Bénin (2002)…
- Laeila Adjovi (1990 ?), journaliste, photographe, bénino-française vivant à Dakar
- Sophie Adonon  (1964-) écrivaine, Le Sourire macabre (2011)…
- Stanislas Adotevi (1934-2024), philosophe et homme politique[1],[2]
- Jean-Marc-Aurèle Afoutou (1947-), enseignant, poète, Certitudes (1991)
- Berthe-Evelyne Agbo (1950-), poétesse, Émois de femmes (1980-1982)
- Agnès Agboton (1960-), poétesse, conteuse, auteure (enfance), de langues catalane et espagnole
- Colette Sénami Agossou Houeto (1939-), L'Aube sur les cactus (1981)
- Barbara Akplogan (1984-), poétesse[3], Les mots d'amour (2003)
- Julien Alapini (1906-1971), ethnographe et dramaturge[1],[2]
- Ousmane Alédji (1972-), journaliste, dramaturge, poète, romancier, essayiste, Omon-mi (2005), Un peuple calme est inquiétant (2015)…
- Hervé Alladayè (1980 ?)[4], alias Hodall Beo[5], artiste plasticien, bédéiste, Faoussah : la petite vidomègon (2009), Moto taxi : à bécane au Bénin (2013)
- Adelaïde Fassinou Allagbada (1970 ?), romancière, nouvelliste, poétesse[6], Mes exils et mes amours (2010), Mondukpé, le rêve brisé, Jeté en pâture, Les bénis des dieux…
- Hélène d'Almeida-Topor (1932-2020)[7], universitaire, historienne, franco-béninoise, Les Amazones. Une armée de femmes dans l'Afrique précoloniale (1984), Histoire économique du Dahomey. 1890-1920 (1995)…
- Camille Amouro (1963-), metteur en scène, dramaturge, chroniqueur, Goli (1988)…
- Sylvestre Amoussou (1964-), acteur, comédien, réalisateur, critique
- Abdel Hakim Amzat (1979-), écrivain, réalisateur, Pourquoi moi (2007)…
- Ryad Assani-Razaki (1981-), romancier, Deux cercles (2009), La Main d’Iman (2012)
- Francis Aupiais (1877-1945), prêtre missionnaire, homme politique, écrivain
- Agnès Avognon Adjaho (1949-), libraire, écrivaine, politique, diplomate
- Eric Azanney, journaliste critique, poète, essayiste, vivant en France, Infiltration(2017), Ailleurs presque nulle part(2019), Engagement artistique et identité(2021).

### B
- Mouftaou Badarou (1967-), romancier et poète  
  - Conversations avec le diable  (ISBN 978-2-490338-06-1),
  - La vengeance d'Aïcha Kadhafi  (ISBN 978-2-490338-00-9)
  - Une taupe à l'Élysée  (ISBN 978-2-490338-10-8)
- Daté Atavito Barnabé-Akayi (1978-), dramaturge, poète, anthologiste, essayiste :Amour en infraction (2010), L’affaire Bissi (2011), Anxiolytique (2013) ;
- Olympe Bhêly-Quenum (1928-), enseignant, journaliste, romancier, fonctionnaire international[1],[2] : Un piège sans fin (1960) ;
- Pierre Bouche (1835-1903), missionnaire, explorateur, ethnographe : Sept ans en Afrique occidentale: la Côte des esclaves et le Dahomey (1885).

### C
- Euphrasie Hounkonnou Calmont (1952-)[6],[8], Emma ou la rage de vivre (2010)
- Jérôme Carlos (1944-), romancier et poète[1], Les enfants de Mandela (1989), Fleur du désert (1990)
- Harmonie Dodé Byll Catarya (1991-), poétesse, slameuse
- Florent Couao-Zotti (1964-), romancier, nouvelliste, bédéiste, illustrateur, conteur, Ce soleil où j’ai toujours soif (1996), La traque de la musaraigne (2014), Western Tchoukoutou (2018)…
- Félix Couchoro (1900–1968), romancier[1],[2],[9], L’Esclave (1929)

### D
- Jean-Jacques Dabla (1956-), enseignant, poète, nouvelliste, critique littéraire, Leur figure-là (1985)…
- Habib Dakpogan (1974-), romancier, auteur-compositeur-interprète, Partir ou rester, l’infamante république (2006)
- Jacques Dalodé (1950 ?), Très bonnes nouvelles du Bénin (2011)
- Serge Daniel (1965-)[10], journaliste, essayiste, Pourquoi je suis devenu un rebelle (2005), Les Routes clandestines (2008), AQMI (2012)
- Alougbine Dine (1950 ?), acteur, décorateur, plasticien, metteur en scène, fondateur de l’École Internationale de Théâtre du Bénin (EITB, 2004)
- Moudjib Djinadou (1965-), fonctionnaire international, romancier, nouvelliste[1], Mo gbé, le cri de mauvais augure (1991), Bledici (1996), Mais que font donc les dieux de la neige ? (1998)
- Richard Dogbeh (1932-2003)[2], poète, romancier, critique littéraire, essayiste, Rives mortelles (1964), Les eaux du Mono (1965), Cap Liberté (1969)
- Zakari Dramani-Issifou (1940-, Bazini Zakari Dramani)[2], universitaire, poète, historien, Le nouveau cri (1965), Récidive (mots pour maux) (1985), Les dires de l'arbre-mémoire : voix initiatiques (1999), Le fil à couper le cœur (2002)…

### FGH
- Paul Fabo (1906-1973), journaliste, diplomate, dramaturge[2], L'Afrique et le Monde (1954)
- Adélaïde Fassinou (1955-), romancière
- Albert Gandonou (1950-)[11],[12], enseignant, grammairien, Le Roman ouest-africain de langue française, Fous d’Afrique
- Hermas Gbaguidi (1978-), poète, dramaturge, La vallée de l'ignorance, L'odeur du passé (2003), Le kleenex qui tue  (2014)
- Amour Gbovi, écrivain, Cahier de mon Soleil, receuil de poèmes (2007), Boni l’enfant qui voulait aller à l’école,  livre illustré avec Hervé Gigot (2009), Divers collectifs de nouvelles.
- Dieudonné Gnammankou (1963-), écrivain et historien
- Flore Hazoumé (1959-), nouvelliste, romancière, La Vengeance de l'Albinos (1996)
- Paul Hazoumé (1890–1980), romancier[1],[2], ethnologue, chercheur, essayiste, politique, Le Pacte de sang au Dahomey (1937), Doguicimi (1938)…
- Romuald Hazoumè (1962-), plasticien, critique
- Wilfried Léandre Houngbédji (1980 ?), journaliste, écrivain, politique, Liberté et devoir de vérité (2008)
- Philémon Hounkpatin (1980 ?), enseignant d’histoire de l’art, critique d’art;
- Gisèle Hountondji (1954-), romancière[13], Une citronnelle dans la neige (1986)
- Paulin Jidenu Hountondji (1942-), philosophe, ethnophilosophe, politique, Les Savoirs endogènes : pistes pour une recherche (1994), Combat pour le sens : un itinéraire africain (1997)…
- Adrien Huannou (1946-), universitaire, Xala (1973), Histoire de la littérature écrite de la langue française dans l'ex-Dahomey  (1979), Le roman féminin en Afrique de l'Ouest (2001), Cinquante ans de vie littéraire au Bénin 1960-2010 (2010), Introduction à la littérature béninoise (2019)…

### IJK
- Rashidah Ismaili (AbuBakr) (1941-), poétesse, écrivaine, essayiste, dramaturge, critique d’art, vivant aux États-Unis
- Béatrice Lalinon Gbado (1962-), écrivain pour enfants
- Paulin Joachim (1931-2012), poète, journaliste, éditeur[2], Un nègre raconte (1954), Anti-Grâce (1967), Oraison pour une re-naissance (1984), Éclairs d'ébène et de diamant (2002)
- Mahougnon Kakpo (1965-), universitaire, politique, essayiste, Les épouses de Fa : récits de la parole sacrée du Bénin (2007), Dieu, cet apprenti-sorcier (2011)…
- Angélique Kidjo (1960-), chanteuse, icône, humanitaire
- Tola Koukoui (1943-), acteur, metteur en scène

### LMNO
- Francis Laloupo (1955-), journaliste, animateur, producteur, écrivain, France-Afrique (2013)
- Barnabé Laye (1941-), poète[1], médecin, poète, romancier, Nostalgie des jours qui passent (1981), Une femme dans la lumière de l’aube (1988)…
- Hortense Mayaba (1959-), romancière, illustratrice, auteure (enfance)[14], L'univers infernal (1997), L'engrenage (2007)
- Israël Mensah (1970 ?)[15], président-fondateur de Mémoires d'Afrique, Contes et légendes du Bénin (2005), La femme panthère (2006)
- Guy Ossito Midiohouan (1952-), universitaire, critique littéraire, essayiste, nouvelliste, anthologiste, L'idéologie dans la littérature négro-africaine d'expression française (1986), Nouvelle poésie du Bénin : anthologie (1986), Le Bénin littéraire, 1999-2012  (2013)…
- Elena Miro K (1988-) (Myrlène Modukpè E. Kouwakanou), mannequine, écrivaine, Le Bout du Tunnel (2013), Miel Sacré (2016)…
- Roméo Mivekannin (1986-), artiste plasticien, historien de l’art, romancier, La malédiction des Orishas (2018)
- Jérôme Nouhouaï (1973-), romancier, Le piment des plus beaux jours (2010), La mort du lendemain (2010)
- Jean Odoutan (1965-), acteur, scénariste, réalisateur, producteur, compositeur, Le réalisateur nègre (1997), Barbecue-Pejo (1999), Djib (2000), La valse des gros derrières (2002)
- François Sourou Okioh (1950-), scénariste, réalisateur, producteur, Soliloques, Prérogatives d'homme debout, Lettre à mon cousin Oliworo (2014)

### PQRS
- Tossou Okri Pascal (1974-) alias TOP, universitaire, conférencier, romancier, critique littéraire, Syram (2012)…
- Jean Pliya (1931-2015), historien, universitaire, dramaturge, nouvelliste, romancier[2], L'Arbre fétiche (1971)…
- José Pliya (1966-), acteur, dramaturge, metteur en scène, Le Complexe de Thénardier (2002), Les effracteurs (2004), Cannibales (2015)
- Eustache Prudencio (1922-2001), journaliste, écrivain, poète, diplomate[2], Vents du lac (1967), Violence de la race (1980)
- Eurydice Reinert Cend (1969-), poétesse
- Alidjanatou Saliou-Arekpa (1970 ?)[16], fonctionnaire internationale, romancière[2], Une vie (2004)
- Arnold Sènou (1950 ?), romancier[17], La vierge et le charlatan (1972), Ainsi va l'hattéria (2004)

### T..Z
- Albert Tévoédjrè (1929-2019), universitaire, économiste, politique, L'Afrique révoltée (1958), Lettre ouverte aux pauvres d'Afrique (1981), Le bonheur de servir (2009)…
- Noureini Tidjani-Serpos (1946-), enseignant, universitaire, UNESCO, poète, romancier, Bamikilé (1996)
- Dominique Titus (1947-)[18], Où est passée Fatimata ? (1991)
- Dave Wilson (1950-2012), journaliste, poète, nouvelliste, dramaturge, Le Menuisier de Calavi (2008)
- Fabroni Bill Yoclounon (1995-), écrivain, journaliste et juriste: Ces filles qu'on n'oublie jamais (2021), Les héritiers du mal (2017), Il n'est pas facile d'être prêtre (2016)
- Dominique Zinkpè (1969-), artiste plasticien, critique
- Edgar Okiki Zinsou (1957-)[19], Le discours d'un affamé (1993)

## Liste chronologique

### avant 1900
- (abbé) Pierre Bouche (1835-1903), missionnaire, explorateur, ethnographe, Sept ans en Afrique occidentale: la Côte des esclaves et le Dahomey (1885)
- Francis Aupiais (1877-1945), prêtre missionnaire, homme politique, écrivain
- Paul Hazoumé (1890–1980), romancier[1],[2], ethnologue, chercheur, essayiste, politique, Le Pacte de sang au Dahomey (1937), Doguicimi (1938)…

### 1900
- Félix Couchoro (1900–1968), romancier[1],[2],[9], L’Esclave (1929)
- Julien Alapini (1906-1971), ethnographe et dramaturge[1],[2]
- Paul Fabo (1906-1973), journaliste, diplomate, dramaturge[2], L'Afrique et le Monde (1954)

### 1920
- Eustache Prudencio (1922-2001), journaliste, écrivain, poète, diplomate[2], Vents du lac (1967), Violence de la race (1980)
- Olympe Bhêly-Quenum (1928-), enseignant, journaliste, romancier, fonctionnaire international[1],[2], Un piège sans fin (1960)…
- Albert Tévoédjrè (1929-2019), universitaire, économiste, politique, L'Afrique révoltée (1958), Lettre ouverte aux pauvres d'Afrique (1981), Le bonheur de servir (2009)…

### 1930
- Paulin Joachim (1931-2012), poète, journaliste, éditeur[2], Un nègre raconte (1954), Anti-Grâce (1967), Oraison pour une re-naissance (1984), Éclairs d'ébène et de diamant (2002)
- Jean Pliya (1931-2015), historien, universitaire, dramaturge, nouvelliste, romancier[2], L'Arbre fétiche (1971)…
- Richard Dogbeh (1932-2003)[2], poète, romancier, critique littéraire, essayiste, Rives mortelles (1964), Les eaux du Mono (1965), Cap Liberté (1969)
- Stanislas Adotevi (1934-2024), philosophe et homme politique[1],[2]
- Colette Sénami Agossou Houeto (1939-), L'Aube sur les cactus (1981)

### 1940
- - Paul G. Aclinou [archive] (1941) scientifique, enseignant-chercheur, Paul Aclinou : Une pédagogie oubliée...(1907) ; Le vodoun : leçons de choses, leçons de vie (2016) ; La Cuvée (roman policier, 2020) ; Comprendre les fondamentaux du vodoun...(2022) ; Le musée virtuel du mot (Humour et réflexion 2023)
- Zakari Dramani-Issifou (1940-, Bazini Zakari Dramani)[2], universitaire, poète, historien, Le nouveau cri (1965), Récidive (mots pour maux) (1985), Les dires de l'arbre-mémoire : voix initiatiques (1999), Le fil à couper le cœur (2002)…
- Rashidah Ismaili (AbuBakr) (1941-), poétesse, écrivaine, essayiste, dramaturge, critique d’art, vivant aux États-Unis
- Barnabé Laye (1941-), poète[1], médecin, poète, romancier, Nostalgie des jours qui passent (1981), Une femme dans la lumière de l’aube (1988)…
- Georges Adéagbo (1942-), sculpteur, critique, Georges Adéagbo, conversations avec Muriel Bloch (1998)
- Paulin Jidenu Hountondji (1942-), philosophe, ethnophilosophe, politique, Les Savoirs endogènes : pistes pour une recherche (1994), Combat pour le sens : un itinéraire africain (1997)…
- Tola Koukoui (1943-), acteur, metteur en scène
- Jérôme Carlos (1944-), romancier et poète[1], Les enfants de Mandela (1989), Fleur du désert (1990)
- Christine Adjahi Gnimagnon (1945-), enseignante, documentaliste, femme de lettres, conteuse, Do Massé: Contes fons du Bénin (2002)…
- Adrien Huannou (1946-), universitaire, Xala (1973), Histoire de la littérature écrite de la langue française dans l'ex-Dahomey  (1979), Le roman féminin en Afrique de l'Ouest (2001), Cinquante ans de vie littéraire au Bénin 1960-2010 (2010), Introduction à la littérature béninoise (2019)…
- Noureini Tidjani-Serpos (1946-), enseignant, universitaire, UNESCO, poète, romancier, Bamikilé (1996)
- Jean-Marc-Aurèle Afoutou (1947-), enseignant, poète, Certitudes (1991)
- Dominique Titus (1947-)[18], Où est passée Fatimata ? (1991)
- Agnès Avognon Adjaho (1949-), libraire, écrivaine, politique, diplomate

### 1950
- Jacques Dalodé (1950 ?), Très bonnes nouvelles du Bénin (2011)
- Alougbine Dine (1950 ?), acteur, décorateur, plasticien, metteur en scène, fondateur de l’École Internationale de Théâtre du Bénin (EITB, 2004)
- Albert Gandonou (1950-)[11],[12], enseignant, grammairien, Le Roman ouest-africain de langue française, Fous d’Afrique
- Arnold Sènou (1950 ?), romancier[17], La vierge et le charlatan (1972), Ainsi va l'hattéria (2004)
- Berthe-Evelyne Agbo (1950-), poétesse, Émois de femmes (1980-1982)
- François Sourou Okioh (1950-), scénariste, réalisateur, producteur, Soliloques, Prérogatives d'homme debout, Lettre à mon cousin Oliworo (2014)
- Dave Wilson (1950-2012), journaliste, poète, nouvelliste, dramaturge, Le Menuisier de Calavi (2008)
- Euphrasie Hounkonnou Calmont (1952-)[6],[8], Emma ou la rage de vivre (2010)
- Guy Ossito Midiohouan (1952-), universitaire, critique littéraire, essayiste, nouvelliste, anthologiste, L'idéologie dans la littérature négro-africaine d'expression française (1986), Nouvelle poésie du Bénin : anthologie (1986), Le Bénin littéraire, 1999-2012  (2013)…
- Gisèle Hountondji (1954-), romancière[13], Une citronnelle dans la neige (1986)
- Adélaïde Fassinou (1955-), romancière
- Francis Laloupo (1955-), journaliste, animateur, producteur, écrivain, France-Afrique (2013)
- Jean-Jacques Dabla (1956-), enseignant, poète, nouvelliste, critique littéraire, Leur figure-là (1985)…
- Edgar Okiki Zinsou (1957-)[19], Le discours d'un affamé (1993)
- Flore Hazoumé (1959-), nouvelliste, romancière, La Vengeance de l'Albinos (1996)
- Hortense Mayaba (1959-), romancière, illustratrice, auteure (enfance)[14], L'univers infernal (1997), L'engrenage (2007)

### 1960
- Agnès Agboton (1960-), poétesse, conteuse, auteure (enfance), de langues catalane et espagnole
- Angélique Kidjo (1960-), chanteuse, icône, humanitaire
- Romuald Hazoumè (1962-), plasticien, critique
- Béatrice Lalinon Gbado (1962-), écrivain pour enfants
- Camille Amouro (1963-), metteur en scène, dramaturge, chroniqueur, Goli (1988)…
- Dieudonné Gnammankou (1963-), écrivain et historien
- Sophie Adonon  (1964-) écrivaine, Le Sourire macabre (2011)…
- Sylvestre Amoussou (1964-), acteur, comédien, réalisateur, critique
- Florent Couao-Zotti (1964-), romancier, nouvelliste, bédéiste, illustrateur, conteur, Ce soleil où j’ai toujours soif (1996), La traque de la musaraigne (2014), Western Tchoukoutou (2018)…
- Serge Daniel (1965-)[10], journaliste, essayiste, Pourquoi je suis devenu un rebelle (2005), Les Routes clandestines (2008), AQMI (2012)
- Moudjib Djinadou (1965-), fonctionnaire international, romancier, nouvelliste[1], Mo gbé, le cri de mauvais augure (1991), Bledici (1996), Mais que font donc les dieux de la neige ? (1998)
- Mahougnon Kakpo (1965-), universitaire, politique, essayiste, Les épouses de Fa : récits de la parole sacrée du Bénin (2007), Dieu, cet apprenti-sorcier (2011)…
- Jean Odoutan (1965-), acteur, scénariste, réalisateur, producteur, compositeur, Le réalisateur nègre (1997), Barbecue-Pejo (1999), Djib (2000), La valse des gros derrières (2002)
- José Pliya (1966-), acteur, dramaturge, metteur en scène, Le Complexe de Thénardier (2002), Les effracteurs (2004), Cannibales (2015)
- Mouftaou Badarou (1967-), romancier et poète[20]
- Eurydice Reinert Cend (1969-), poétesse
- Dominique Zinkpè (1969-), artiste plasticien, critique

### 1970
- Adelaïde Fassinou Allagbada (1970 ?), romancière, nouvelliste, poétesse[6], Mes exils et mes amours (2010), Mondukpé, le rêve brisé, Jeté en pâture, Les bénis des dieux…
- Éric Azanney (1970 ?)[21], journaliste culturel, poète, essayiste, vivant en Belgique, Ailleurs presque nulle part (2019), Engagement artistique et identité (2021)[22], Infiltration, Au nom de tous ces cons… (2017)
- Israël Mensah (1970 ?)[15], président-fondateur de Mémoires d'Afrique, Contes et légendes du Bénin (2005), La femme panthère (2006)
- Alidjanatou Saliou-Arekpa (1970 ?)[16], fonctionnaire internationale, romancière[2], Une vie (2004)
- Ousmane Alédji (1972-), journaliste, dramaturge, poète, romancier, essayiste, Omon-mi (2005), Un peuple calme est inquiétant (2015)…
- Jérôme Nouhouaï (1973-), romancier, Le piment des plus beaux jours (2010), La mort du lendemain (2010)
- Habib Dakpogan (1974-), romancier, auteur-compositeur-interprète, Partir ou rester, l’infamante république (2006)
- Tossou Okri Pascal (1974-) alias TOP, universitaire, conférencier, romancier, critique littéraire, Syram (2012)…
- Daté Atavito Barnabé-Akayi (1978-), dramaturge, poète, anthologiste, essayiste, Amour en infraction (2010), L’affaire Bissi (2011), Anxiolytique (2013)…
- Hermas Gbaguidi (1978-), poète, dramaturge, La vallée de l'ignorance, L'odeur du passé (2003), Le kleenex qui tue  (2014)
- Abdel Hakim Amzat (1979-), écrivain, réalisateur, Pourquoi moi (2007)…

### 1980
- Hervé Alladayè (1980 ?)[4], alias Hodall Beo[5], artiste plasticien, bédéiste, Faoussah : la petite vidomègon (2009), Moto taxi : à bécane au Bénin (2013)
- Wilfried Léandre Houngbédji (1980 ?), journaliste, écrivain, politique, Liberté et devoir de vérité (2008)
- Philémon Hounkpatin (1980 ?), enseignant d’histoire de l’art, critique d’art
- Barbara Akplogan (1984-), poétesse[3], Les mots d'amour (2003)
- Ryad Assani-Razaki (1981-), romancier, Deux cercles (2009), La Main d’Iman (2012)
- Roméo Mivekannin (1986-), artiste plasticien, historien de l’art, romancier, La malédiction des Orishas (2018)
- Elena Miro K (1988-) (Myrlène Modukpè E. Kouwakanou), mannequine, écrivaine, Le Bout du Tunnel (2013), Miel Sacré (2016)…

### 1990
- Harmonie Dodé Byll Catarya (1991-), poétesse, slameuse